# Damno (Damnica)
Damno (deutsch Dammen, kaschubisch Damno, slowinzisch Dą̃mnɵ) ist ein Dorf im Nordwesten der polnischen Woiwodschaft Pommern. Es gehört zur Landgemeinde Damnica im Powiat Słupski (Stolper Kreis).

## Geographische Lage
Die Ortschaft liegt in Hinterpommern, am westlichen Ufer der Lupow, in die hier der Karstnitz-Bach einmündet, etwa zwanzig Kilometer ostnordöstlich von Stolp.

## Geschichte

Dammen, ostnordöstlich von Stolp, auf einer Landkarte von 1910

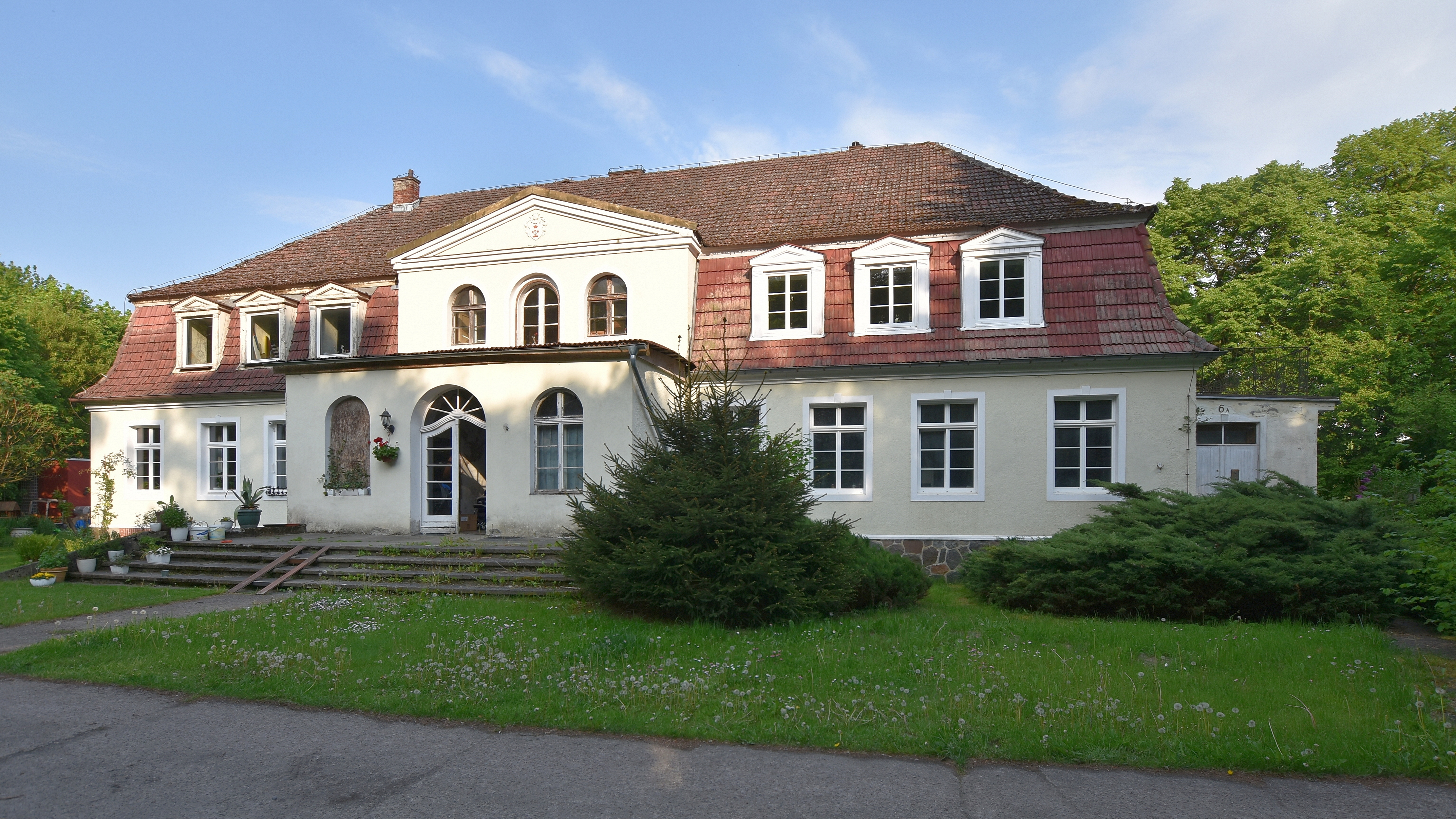
Ehemaliges Gutshaus Dammen (2023)

Der historischen Dorfform nach ist Damno ein großes Straßendorf. Auf dem steilen Ufer der Łupawa liegt nahe der alten Mühle ein gut erhaltener Burgwall. Dammen bestand ursprünglich aus zwei Teilen: Wendisch Dammen und Groß Dammen. Im wendischen Teil lebten Kaschuben.
Im Jahre 1419 war Dammen Ordenshof des Deutschen Ritterordens. Das Dorf war im Besitz der Familien Schwaven, Weiher und Below. 1523 werden Mathias labune to dammen und Weigere tho groten Dammen genannt. Im Jahre 1590 gab es neun besetzte und zwei wüste Höfe sowie vier Kossäten. Gerd von Below verkaufte es 1696 an Klaus Heinrich von Lettow. Über Generationen hinweg blieb es im Besitz dieser Familie.
Im Jahre 1782 hatte Dammen ein Vorwerk, einen Prediger, einen Küster, sieben Bauern, fünf Kossäten, einen Gasthof, eine Schmiede, eine Wassermühle und die Schäferei namens Gloddow bei insgesamt 29 Feuerstellen (Haushalten). 1800 gehörte Dammen der Familie von Mitzlaff.
Im Jahre 1905 zählten die Landgemeinde und der Gutsbezirk Dammen zusammen 435 Einwohner. Ihre Zahl stieg bis 190 auf 440, betrug 1933 schon 531 und fiel bis 1939 auf 498. Am 1. April 1927 hatte das Gut Dammen eine Flächengröße von 904 Hektar, und am 16. Juni 1925 hatte der Gutsbezirk 371 Einwohner. Am 30. September 1928 wurde der Gutsbezirk Dammen in die Landgemeinde Dammen eingegliedert. 1938 war das Rittergut Dammen mit dem Vorwerk Gloddow 870 Hektar groß, davon 745 Hektar Ackerland.
Anfang der 1930er Jahre hatte die Landgemeinde Dammen eine Fläche von 11 km². Innerhalb der Gemeindegrenzen standen zusammen 47 bewohnte Wohnhäuser an drei verschiedenen Wohnstätten:
1. Dammen
2. Dammener Mühle
3. Gloddow

Damals gab es außer dem Gut noch 19 landwirtschaftliche Betriebe.

Gebäude und Straßen im Dorf
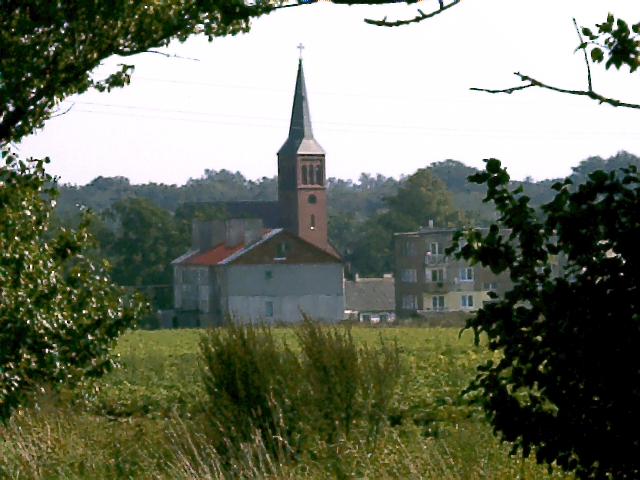
Dorfkirche in ihrer Umgebung (2006)
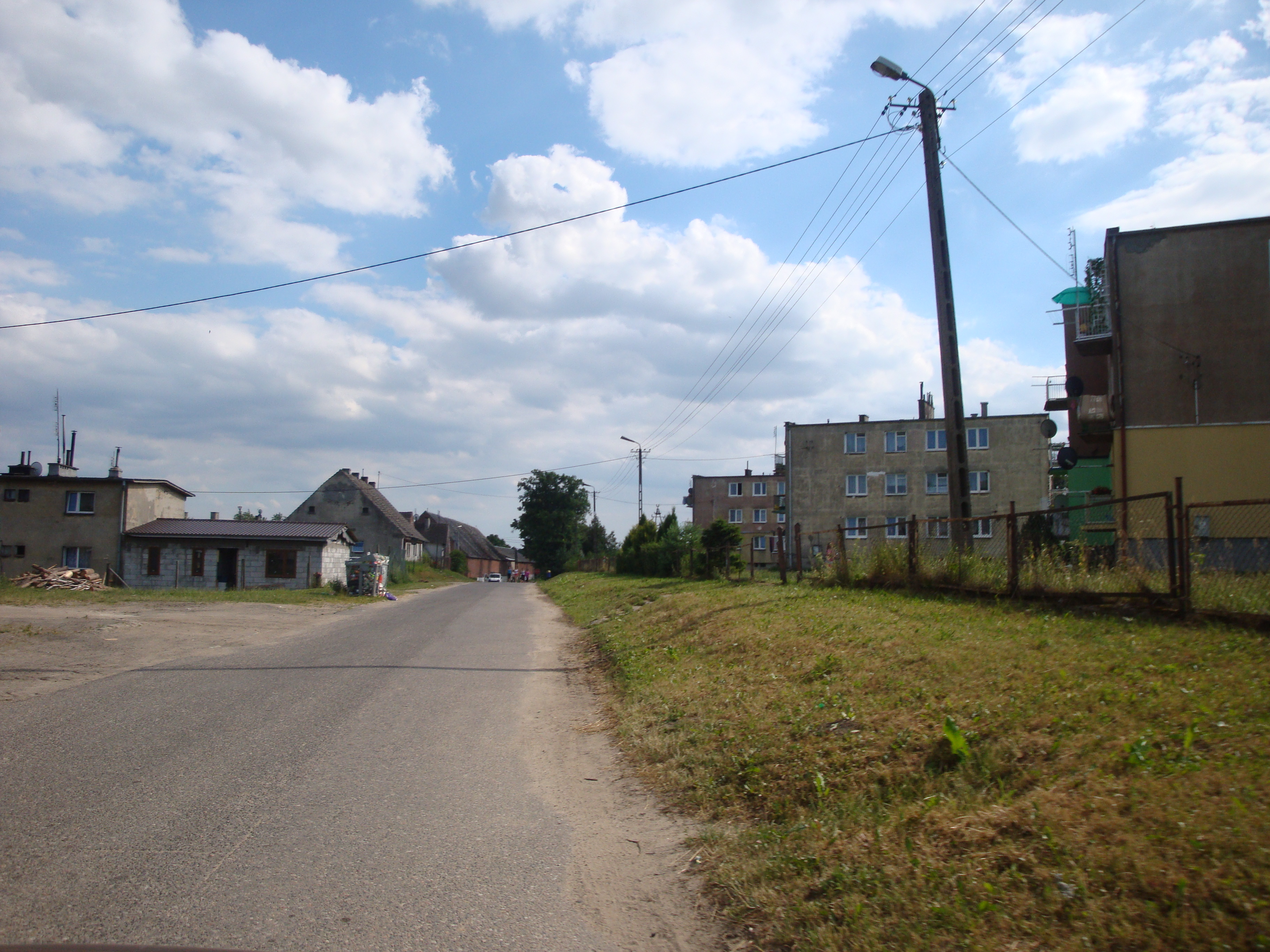
Dorfstraße (2010)
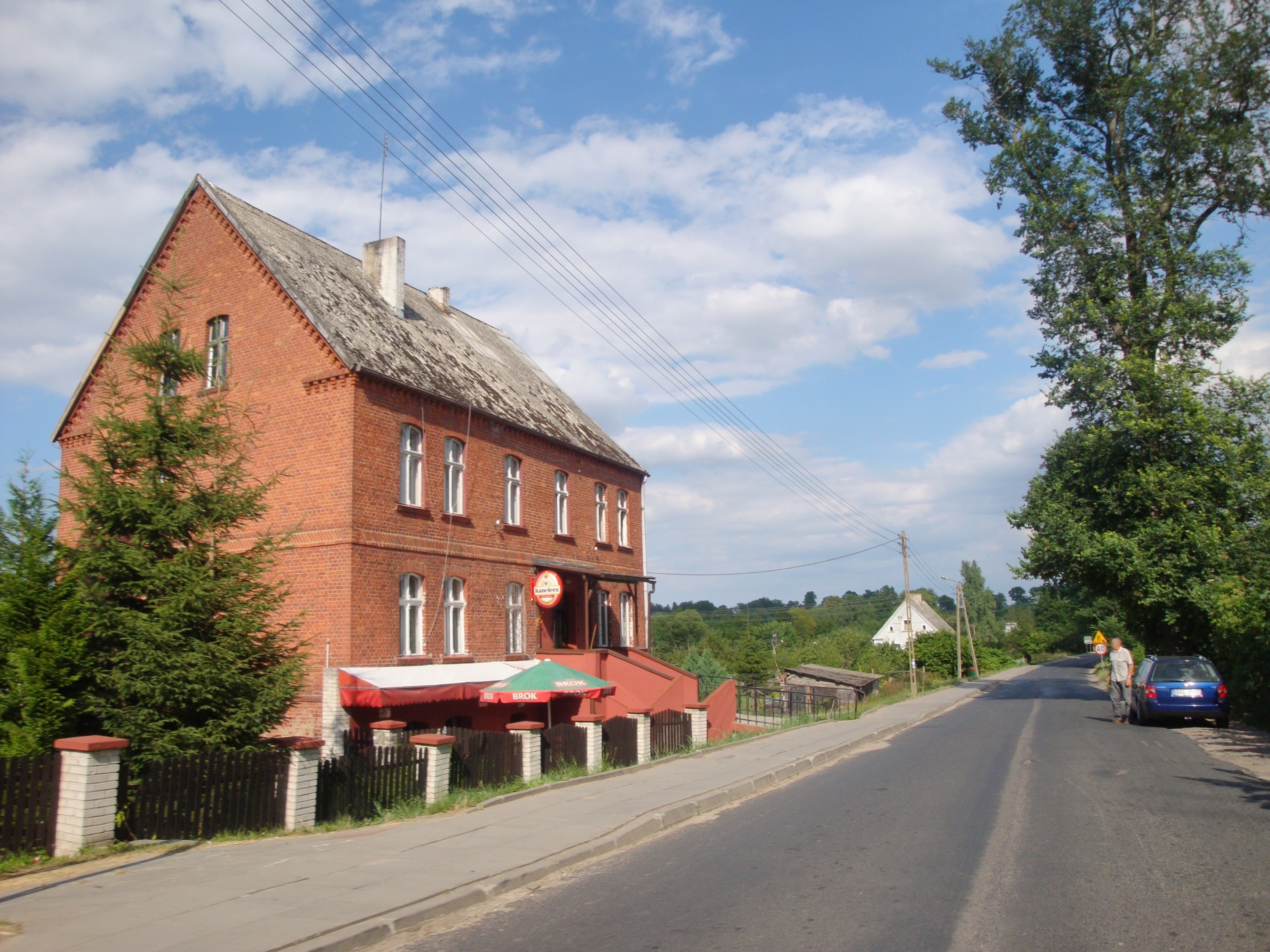
Wohnhaus mit Gaststube (2010)

Bis 1945 war Dammen eine Gemeinde im Landkreis Stolp im Regierungsbezirk Köslin der preußischen Provinz Pommern des Deutschen Reichs. Die Gemeinde gehörte mit fünf anderen Gemeinden zum Amts- und zum Standesamtsbezirk Bewersdorf.
Gegen Ende des Zweiten Weltkriegs wurde Dammen in der Nacht zum 9. März 1945 kampflos von der Roten Armee besetzt. Nach Beendigung der Kampfhandlungen wurde die Region zusammen mit ganz Hinterpommern seitens der sowjetischen Besatzungsmacht der Volksrepublik Polen zur Verwaltung überlassen. Es begann nun die Zuwanderung polnischer Zivilisten. Dammen wurde unter der polonisierten Ortsbezeichnung ‚Damno‘ verwaltet. Zahlreiche deutsche Männer wurden in Arbeitslager – größtenteils nach Kolberg – verbracht. Im Sommer 1946 wurden die einheimischen Dorfbewohner von der polnischen Administration aus Dammen vertrieben.
Das heutige Dorf ist ein Teil der Gmina Damnica im Powiat Słupski in der Woiwodschaft Pommern (1975–1998 Woiwodschaft Słupsk). Damno zählte im Jahr 2010 über 600 Einwohner.

### Demographie
| Jahr | Einwohner | Anmerkungen |
| ---- | --------- | --- |
| 1782 | –         | Rittersitz, mit einem Vorwerk, einem Prediger, einem Küster, sieben Bauernstellen, fünf Kossäten, einer auf der Feldmark gelegenen Wassermühle, einer Schäferei namens Gloddow, bei der sich zwei Kossäten und zwei Büdner befinden, einer zur Stolper Synode gehörigen Mutterkirche und 29 Feuerstellen (Haushaltungen) |
| 1818 | 186       | Kirchdorf und Mühle, adlige Besitzung |
| 1825 | 206       | Ortschaft mit dem Vorwerk Gloddow, einer Mutterkirche, einer Wassermühle sowie einem Aal- und Lachsfang |
| 1852 | 405       | [ 10 ] |
| 1867 | 436       | 153 in der Landgemeinde, 383 im Gutsbezirk |
| 1871 | 441       | 160 in der Landgemeinde; 281 im Gutsbezirk, davon 438 Evangelische und drei Juden |
| 1905 | 435       | 152 in der Landgemeinde; 283 im Gutsbezirk |
| 1925 | 567       | darunter 551 Evangelische, acht Katholiken und vier Juden |
| 1933 | 531       | [ 14 ] |
| 1939 | 498       | [ 14 ] |

Im Jahr 2010 hatte das Dorf ca. 600 Einwohner.

## Kirche

### Pfarrkirche
Eine Matrikel von 1590 bekundet das Vorhandensein einer Kirche in Dammen. Die alte Kirche musste jedoch 1879 einem Neubau weichen.
Der Altar dieser Kirche war ein Werk aus dem Jahre 1708. Der Sockel des Altaraufsatzes enthielt eine geschnitzte Darstellung des Abendmahls. Von besonderem Wert waren zwei kastenförmige Altarleuchter aus Messing oder Rotguss für je zwölf Lichter in spätgotischen Formen. In das Taufbecken aus Messing in Nürnberger Art war um das Mittelrelief die „Verkündigung“ eine doppelreihige Zierumschrift eingraviert. Der Abendmahlskelch trug die Jahreszahl 1622.

### Kirchspiel/Pfarrei

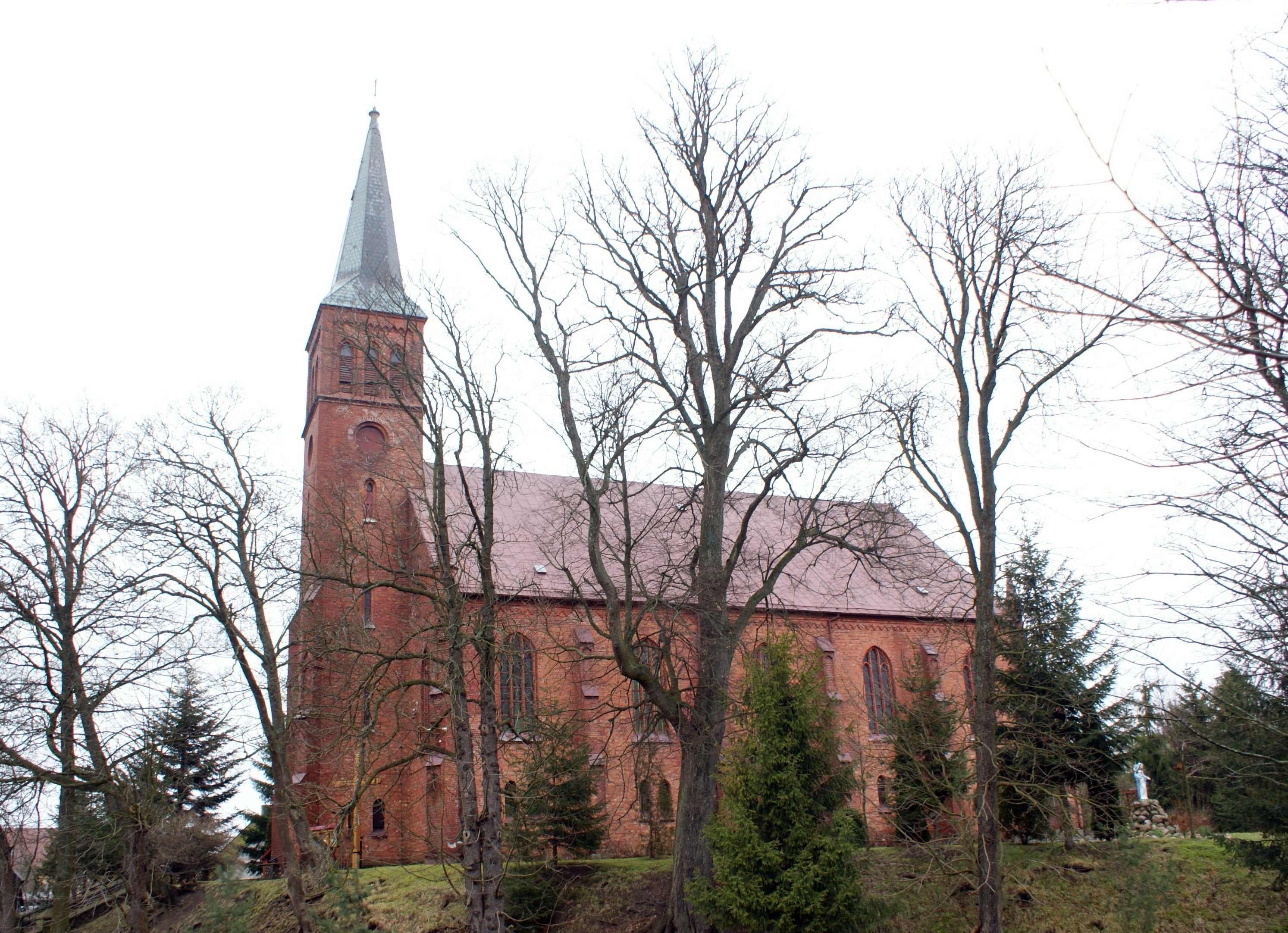
Dorfkirche, bis 1945 Gotteshaus der evangelischen Gemeinde Dammen

Das evangelische Kirchspiel Dammen war bis 1945 seinem Umfang nach und zahlenmäßig eines der größten im Kirchenkreis Stolp-Altstadt im Ostsprengel der Kirchenprovinz Pommern der Kirche der Altpreußischen Union. Im Jahre 1940 zählte es 4900 Gemeindeglieder, die in Dammen sowie 14 eingepfarrten Orten lebten:
| - Benzin - Damerkow - Dresow - Grapitz - Groß Gluschen - Hebrondamnitz (mit eigener Kapelle) - Labehn | - Liepen - Lojow - Schwetzkow - Stresow - Viatrow (1938–1945 Steinfurt) - Vieschen |

Kirchenpatrone waren zuletzt die Gutsbesitzer von Livonius (Dammen) und von Kleist (Labehn) mit je einer Stimme. Der letzte deutsche Geistliche, Pfarrer Magnus Erdmann, wurde im März 1945 von sowjetischen Truppen verschleppt. Der Bestand an Kirchenbüchern reichte bis 1640 zurück.

### Polnisches Kirchspiel seit 1945
Die seit 1945 und Vertreibung der einheimischen Dorfbewohner anwesende polnische Einwohnerschaft ist überwiegend katholisch.
Der Ort ist Sitz der Pfarrei der „Hl. Apostel Simon und Judas Thaddäus“ und gehört zum Dekanat Główczyce (Glowitz) im Bistum Pelplin der Katholischen Kirche in Polen. Zur polnische Pfarrei gehören neben Damno jetzt die Orte:
| - Bobrowniki (Bewersdorf) - Dąbrówka (Damerkow) - Drzeżewo (Dresow) - Głodowo (Gloddow) - Grapice (Grapitz, Filialkirche) - Jeziorka (Gesorke, 1938–1945 Kleinwasser) - Łebień (Labehn) - Lipno (Liepen) | - Łojewo (Lojow) - Skibin (Franzhagen) - Strzyżyno (Stresow) - Świecichowo (Schwetzkow) - Świtały (Marienfelde) - Wiatrowo (Viatrow, 1938–1945 Steinfurt) - Wiszno (Vieschen) |

Im Ort lebende evangelische Kirchenglieder sind in das Kirchspiel der Kreuzkirche in Słupsk (Stolp) in der Diözese Pommern-Großpolen der Evangelisch-Augsburgischen Kirche in Polen eingepfarrt.

## Schule
Zum ersten Mal wurde in Dammen im Jahre 1708 eine Schule genannt. Der Küsterlehrer erteilte den Unterricht. Seit 1819 kamen auch die Kinder aus Vieschen (heute polnisch: Wiszno) zur Schule nach Dammen – bis 1914, als Vieschen wieder eine eigene Schule bekam.
In der 1932 dreistufigen Volksschule in Dammen unterrichteten zwei Lehrer in drei Klassen 83 Schulkinder. Die letzten deutschen Lehrer waren Johannes Rubach und Ernst Zombronner.

## Verkehr
Der Ort ist zwischen Żelkowo (Wendisch Silkow) an der Woiwodschaftsstraße 213 (Celbowo (Celbau) – Słupsk (Stolp)) und Poganice (Poganitz) an der polnischen Landesstraße 6 (ehemalige deutsche Reichsstraße 2, heute auch Europastraße 28 Stettin – Danzig) der wichtigste Lupow-Übergang.
Durch Damno führt eine Nebenstraße, die Potęgowo mit Żelkowo verbindet. Im Ort selbst zweigt eine Nebenstraße nach Süden über Damnica (Hebrondamnitz) nach Mianowice (Mahnwitz) ab und bietet nach zwölf Kilometern direkten Anschluss an die Landesstraße 6.
Die nächste Bahnstation ist das fünf Kilometer entfernte Damnica an der Strecke von Danzig nach Stargard.